# Air Busan
에어부산
Fly to Busan
Air Busan est une compagnie aérienne régionale basée à Busan en Corée du Sud. Elle est l'une des filiales low-cost d'Asiana Airlines créée en 2007.

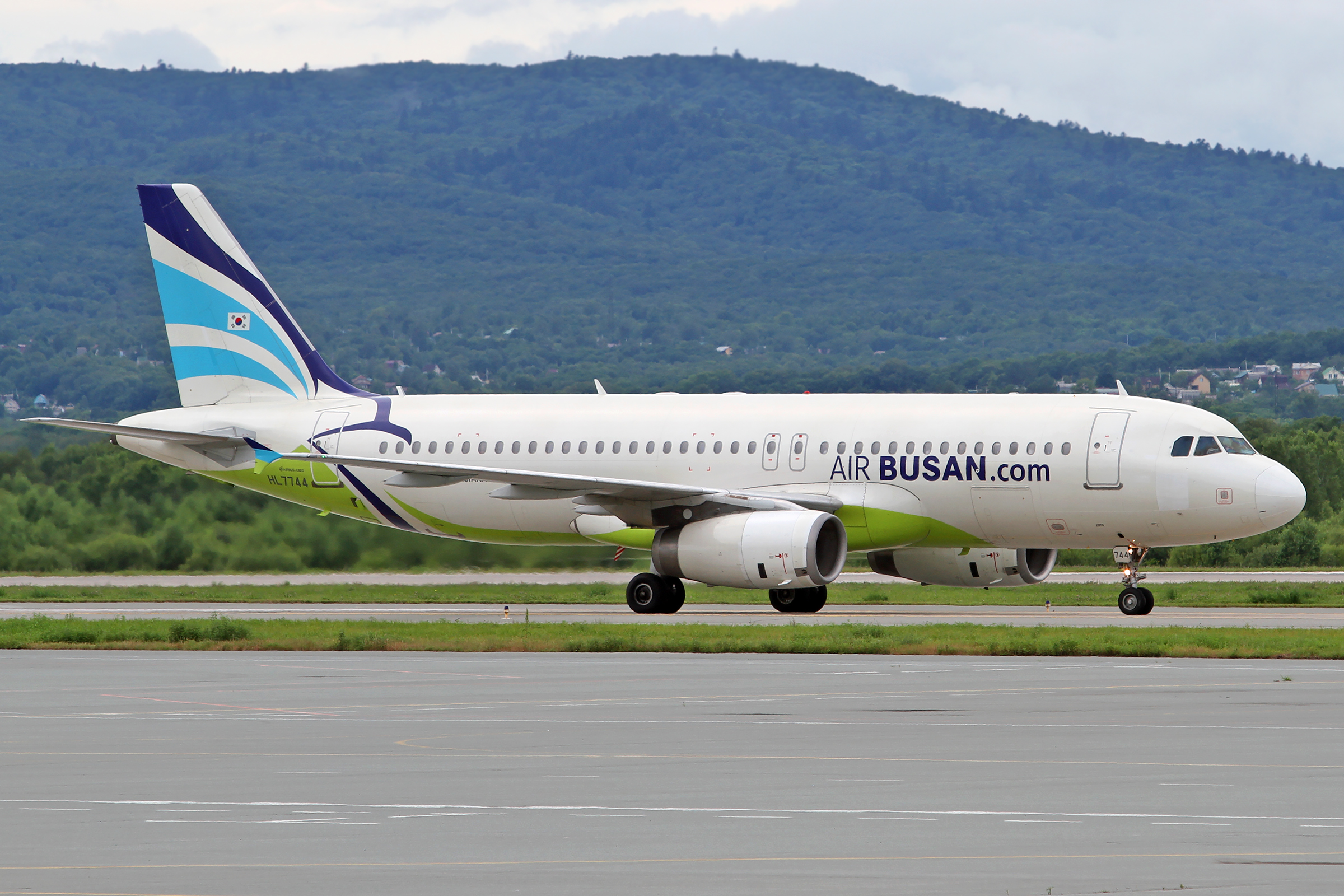
Air Busan lors du premier vol vers Vladivostok

## Histoire
Busan International Airlines Co., Ltd.est créée en août 2007. En février de l'année suivante, la dénomination sociale change en Air Busan Co., Ltd. et un accord d'investissement est signé par la ville de Busan et Asiana Airlines. En avril 2008, la société passe sa première commande de cinq Boeing 737. Deux mois plus tard, l'entreprise obtient sa licence de transporteur aérien régulier. En octobre 2008, des bases sont ouvertes à l'aéroport de Gimpo et à l'aéroport international de Jeju et la compagnie aérienne commence ses vols entre Busan et Gimpo.

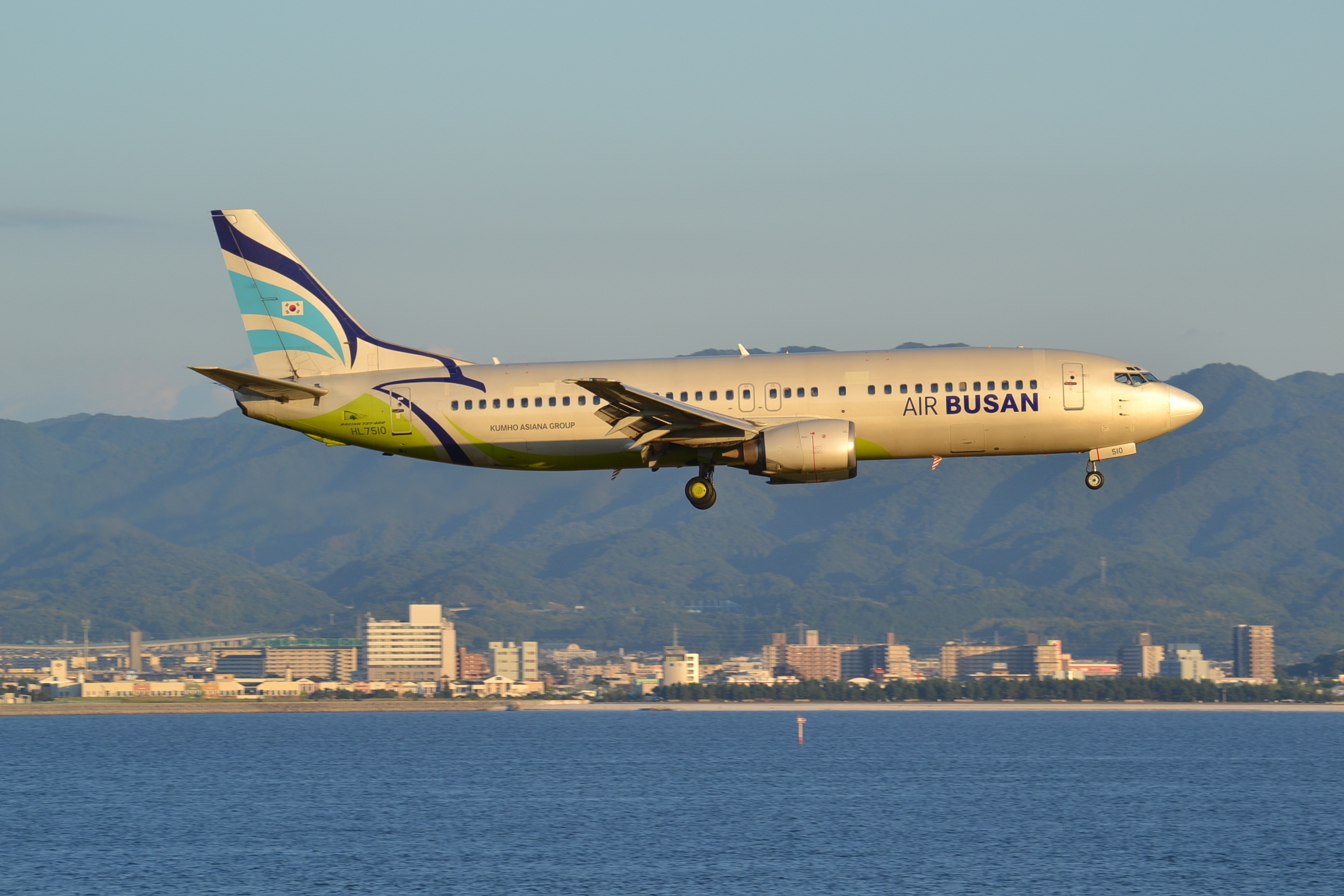
Boeing 737-400 d'Air Busan
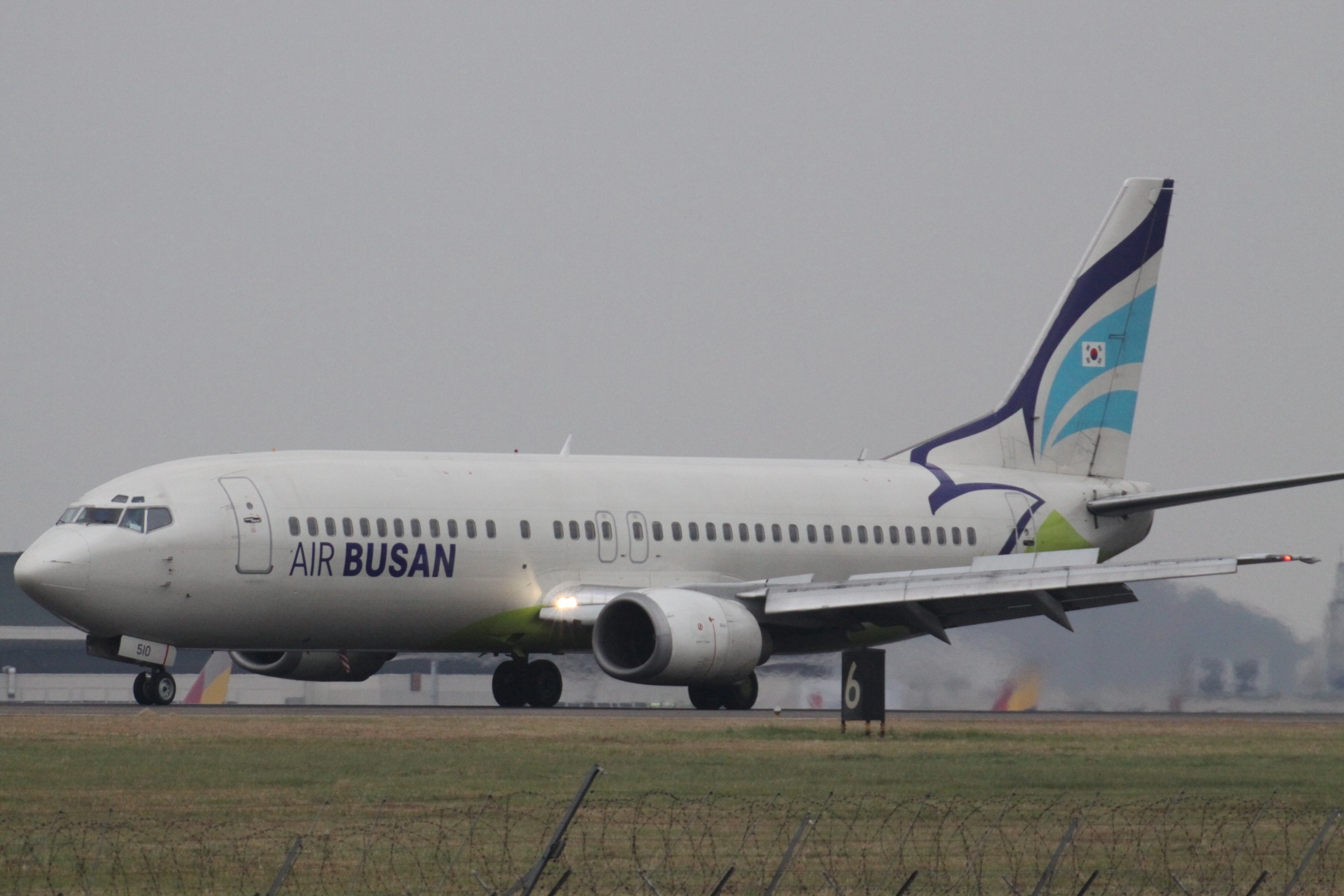
Boeing 737 d'Air Busan en 2012
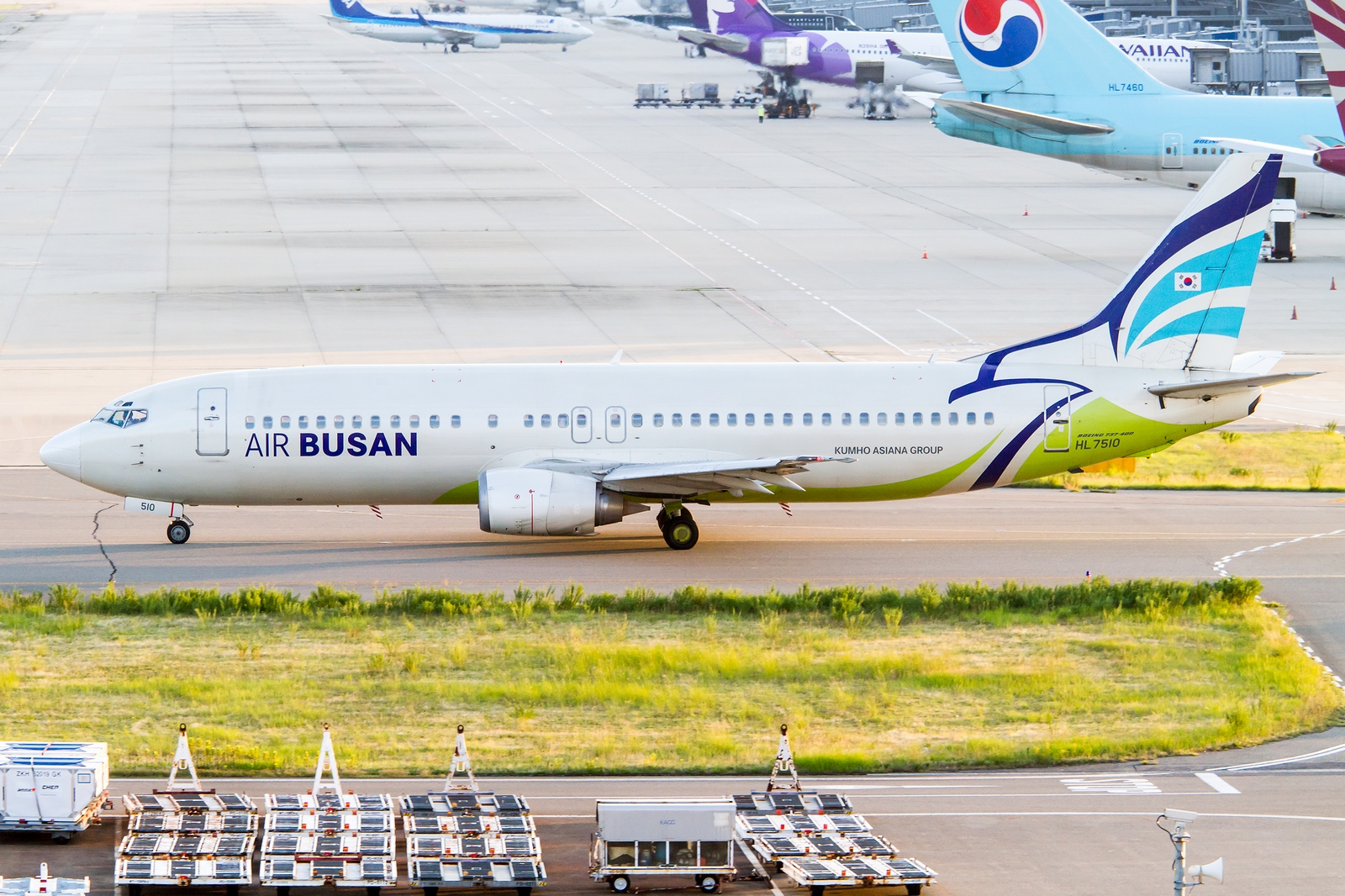
Boeing 737-400 d'Air Busan

En avril 2009, la compagnie aérienne reçoit son cinquième Boeing 737-400. En septembre 2009, la compagnie atteint 1 million de passagers transportés. Les services internationaux, entre Busan et Fukuoka, commencent en mars 2010 et en avril, le nombre de passagers transportés atteint 2 millions. En janvier 2011, Air Busan prend livraison de son premier avion Airbus A321-200 .

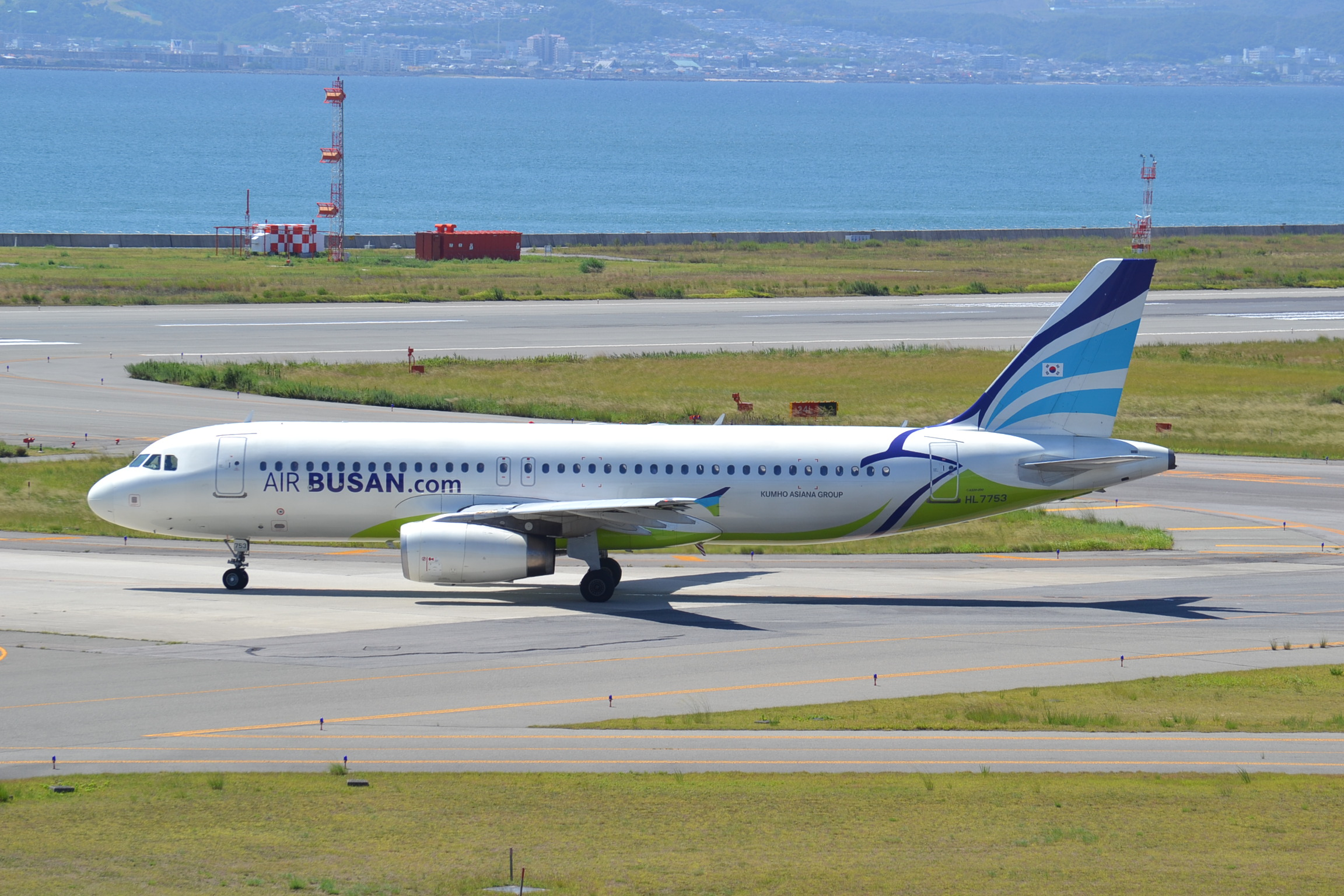
Ancien Airbus A320
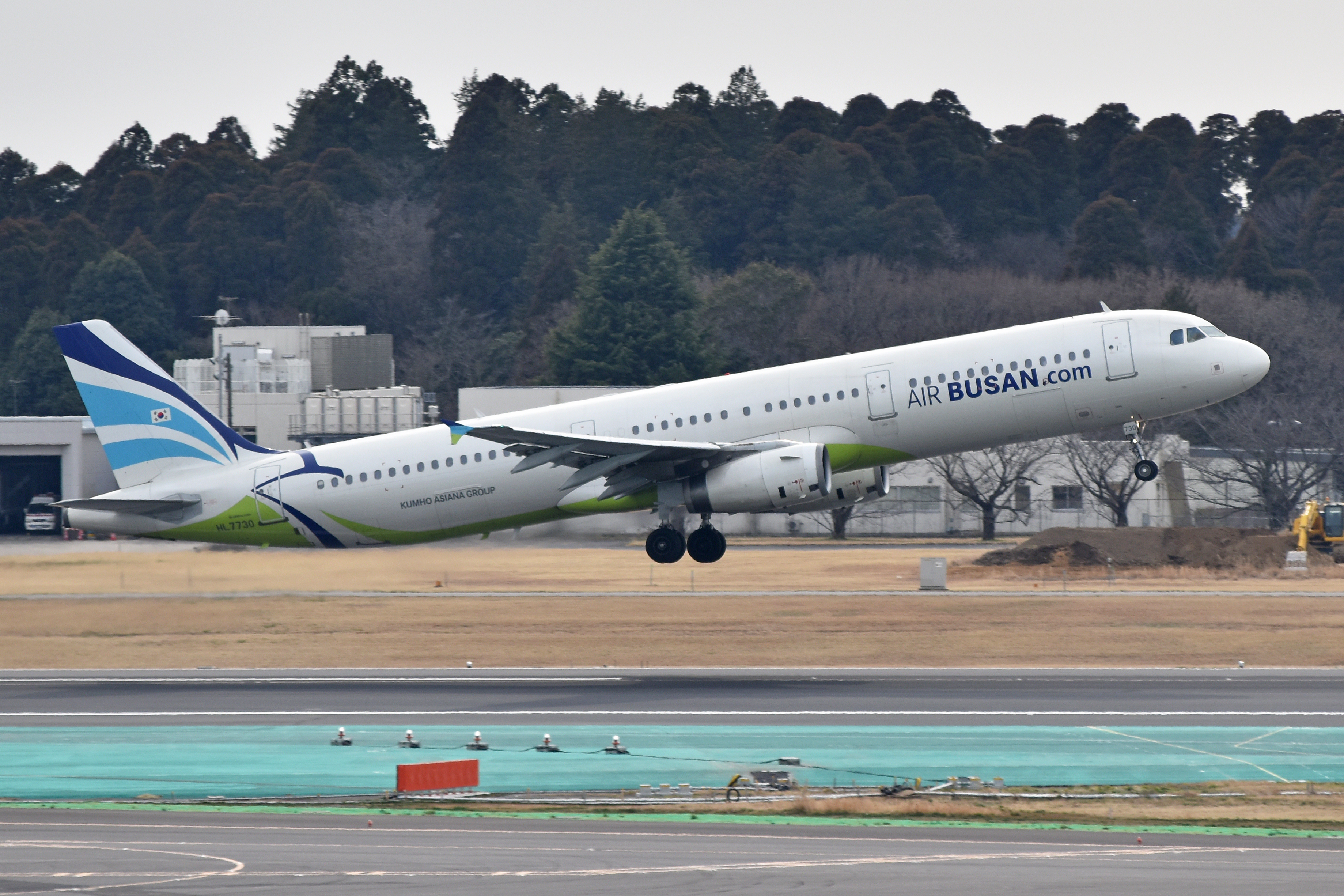
Airbus A321-231
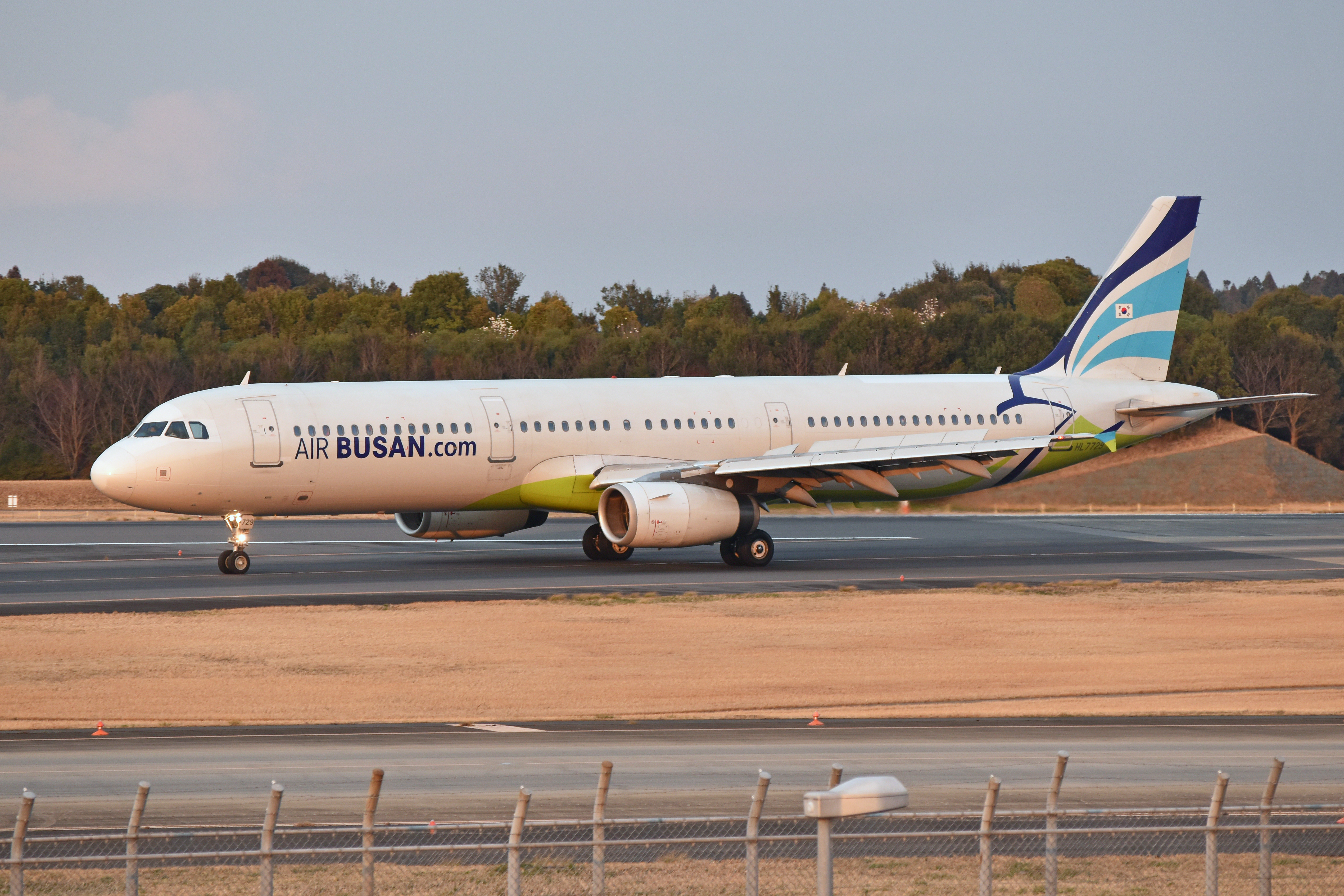
Airbus A321-231

## Flotte

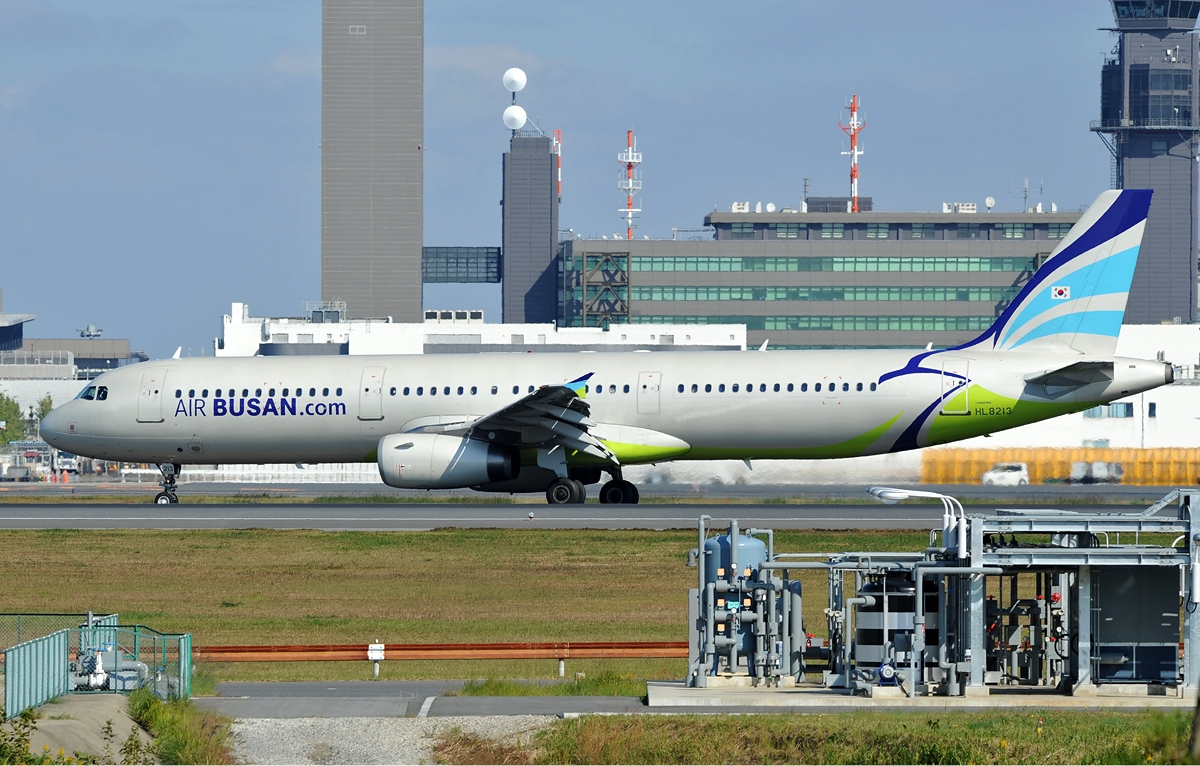
Airbus A321 d'Air Busan

En avril 2020, la flotte d'Air Busan était composée de 26 appareils d'une moyenne d'âge de 12,7 ans :